# Jordbävningen utanför Chile 2010
Jordbävningen utanför Chile 2010 var en jordbävning som ägde rum klockan 03:34 lokal tid, 06:34 UTC, den 27 februari och mätte 8,8 på momentmagnitudskalan (modern variant av Richterskalan). Epicentrumet låg 115 km nordnordost om Concepción, Chile. Det kändes starkt i sex chilenska regioner, från Valparaiso i norr till Araucanía i söder, vilket innefattar ca 80% av landets befolkning. Skalvet som hade sitt epicentrum ute till havs gav upphov till en tsunami som drabbade den närmaste chilenska kusten hårt. Vid den närbelägna hamnstaden Talcahuano uppmättes vågor på 2,3 meter och vid den större staden Valparaiso 1,3 meter. Skalvet varade i cirka tre minuter.
Jordbävningen är den kraftigaste på jorden sedan jordbävningen i Indiska oceanen 2004 och även den kraftigaste i Chile sedan 1960.
Den 23 april drabbades området åter av en jordbävning. Denna hade en magnitud av 6,1 och hade epicentrum 66 km söder om Concepción.

## Jämförelse med andra jordbävningar
Detta var den starkaste jordbävningen i Chile sedan jordbävningen i Valdivia 1960 (Richter 9.5), världens kraftigast uppmätta jordbävning. Det var den starkaste mellan jordbävningen i Indiska oceanen 2004 och jordbävningen vid Tohoku 2011. 
Den var den åttonde starkaste jordbävningen som har blivit uppmätt, tillsammans med jordbävningen i Colombia och Ecuador 1906, 501 gånger starkare än jordbävningen i Haiti 2010.

## Efterskalv
När det blir större jordskalv följder det allt efterskalv i varierande storlek. Fram till 26 april 2011 hade det registrerats 304 efterskalv i regionen över magnitud 5,0, varav 21 var över magnituden 6,0. Därefter har det fortsatt komma en del skalv, men när det skall sluta kallas efterskalv finns det ingen specifik gräns. Nämnas bör kanske att det kom ett skalv i regionen med magnituden 7,1 den 2 januari 2011.

## Tsunamin

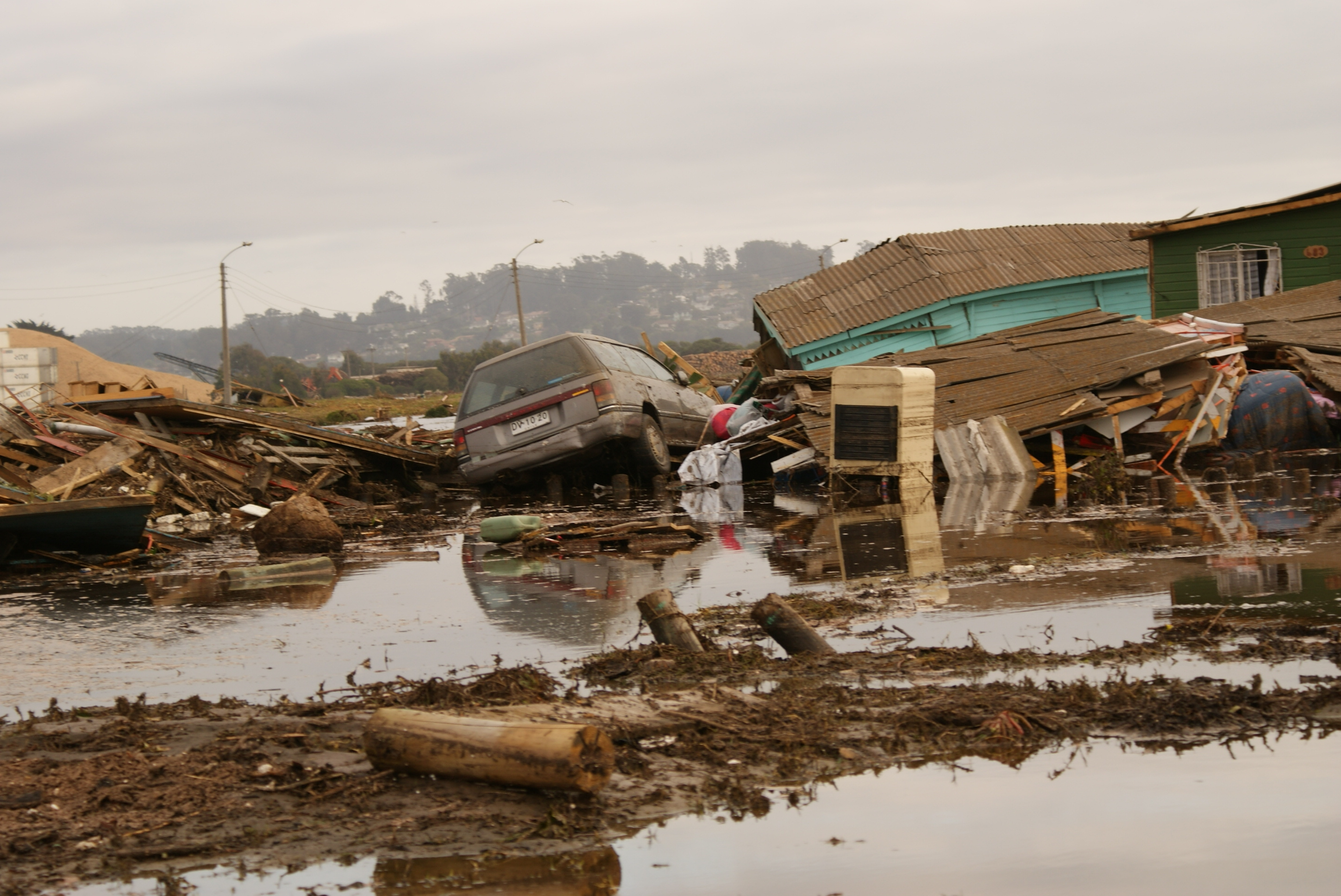
Ödeläggelse efter att tsunamin svept in över San Antonio

Som en följd av undervattensjordbävningen uppstod en tsunami. Skalvet var så starkt att risken för att en tsunami skulle utlösas var överhängande enligt det amerikanska tsunamiövervakningsinstitutet Pacific Tsunami Warning Centre på Hawaii som genast utfärdade en tsunami-varning för Chile och Peru. Det är känt att så stora jordbävningar sannolikt ger upphov till tsunami, så som hände vid den katastrofala jordbävningen i Chile 1960 och vid jordbävningen i Indiska oceanen 2004.
Tsunamin slog hårt mot den närmaste chilenska kustens småsamhällen. Följande höjder i närheten av jordbävningen uppmättes: 261 cm vid Valparaiso, 181 cm vid Talcahuano och 118 cm vid Arica, som ligger ca 1 700 km norrut. Vågorna spred sig över hela Stilla havet, och vattenhöjningen samt följderna varierade. De chilenska Juan Fernándezöarna som ligger 66 mil ut från kusten drabbades tidigt. Vågorna nådde Rysslands östkust, vid andra sidan havet, efter drygt ett dygn.
I La Jolla utanför San Diego i Kalifornien höjde tsunamin vattennivån med 60 centimeter, vilket gjorde att en torrdocka och båtar skadades i området.

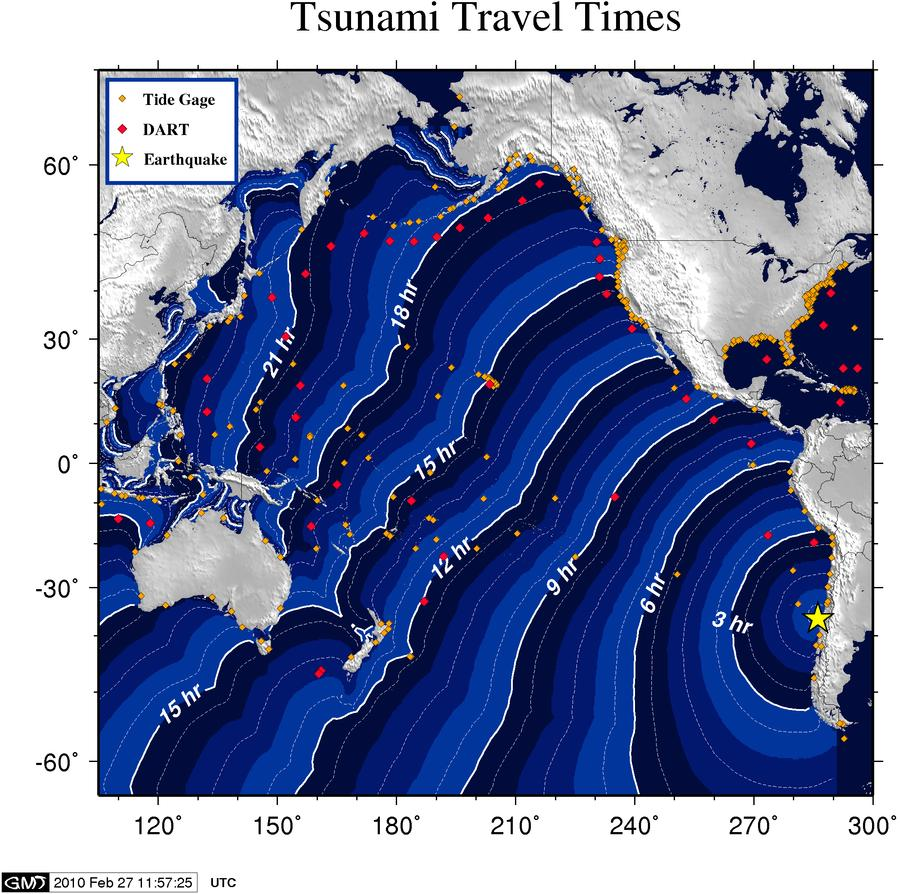
Uppskattad förflyttning av tsunamivågen över Stilla havet

## Geofysisk påverkan
Seismologer beräknar att jordbävningen var så kraftig att den kortade dygnets längd med 1,26 mikrosekunder och flyttade jordaxeln åtta centimeter. 
Noggranna GPS-mätningar indikerar att den tektoniska rörelsen flyttade hela staden Concepción 3,04 meter västerut, medan huvudstaden Santiago flyttade 23,8 centimeter och Valparaiso 27,7 centimeter. Även Buenos Aires, ca 1,350 kilometer från Concepción flyttade sig 3,9 centimeter. Enligt vissa beräkningar expanderade Chiles terrotorium med ca 1,2 km² under skalvet.
i sjön Lake Pontchartrain, norr om New Orleans, USA, nära 7 500 kilometer från epicentret skapade skalvet en seicher som var nära 1,5 meter hög ca 11 minuter efter skalvet, dvs en hög våg i ena änden av sjön.

## Skador
Orterna längs kusten närmast epicentrum utsattes för de värsta effekterna (effekten av en jordbävning kan beskrivas med en intensitetsskala som Mercalliskalan). Kustområdet från Cañete i söder till hamnstaden San Antonio i norr utsattes för en intensitet på IX (förödande) på Mercalliskalan enligt uppskattningar av USGS.
Huvudstaden Santiago 325 km nordöst om epicentrum och det tätbefolkade stadsområdet runt Concepción 115 km sydsydost om epicentrum, skall enligt USGS uppskattningar ha utsatts för en intensitet på VIII (destruktiv) på Mercalliskalan.
Över 500 personer miste livet i katastrofen, cirka hälften av dem i staden Constitución mellan Santiago och Concepción, och ca 12 000 skadades. 
Ungefär 800 000 personer blev hemlösa, när 370 000 hus, 4 013 skolor, 79 sjukhus och 4 200 båtar skadades eller förstördes i området.
De hårdast drabbade regionerna var Bío-Bío och Maule som låg närmast epicentrum. Norr därom drabbades Región del Libertador General Bernardo O'Higgins, Región de Valparaíso och det tätbefolkade huvudstadsområdet Región Metropolitana de Santiago. Söder om epicentrum drabbades Región de la Araucanía.

### Región Metropolitana de Santiago
I huvudstadsområdet skadades flera sjukhus, strömmen gick och en kemisk fabrik fattade eld. Flygplatsen stängdes och historiska byggnader skadades.

### Región del Maule
En tsunami svepte in över kuststräckan och drabbade flera orter hårt. Staden Constitución drabbades mycket hårt. Den 3 mars drabbades staden av ett nytt skalv, som hade magnituden 5,9.

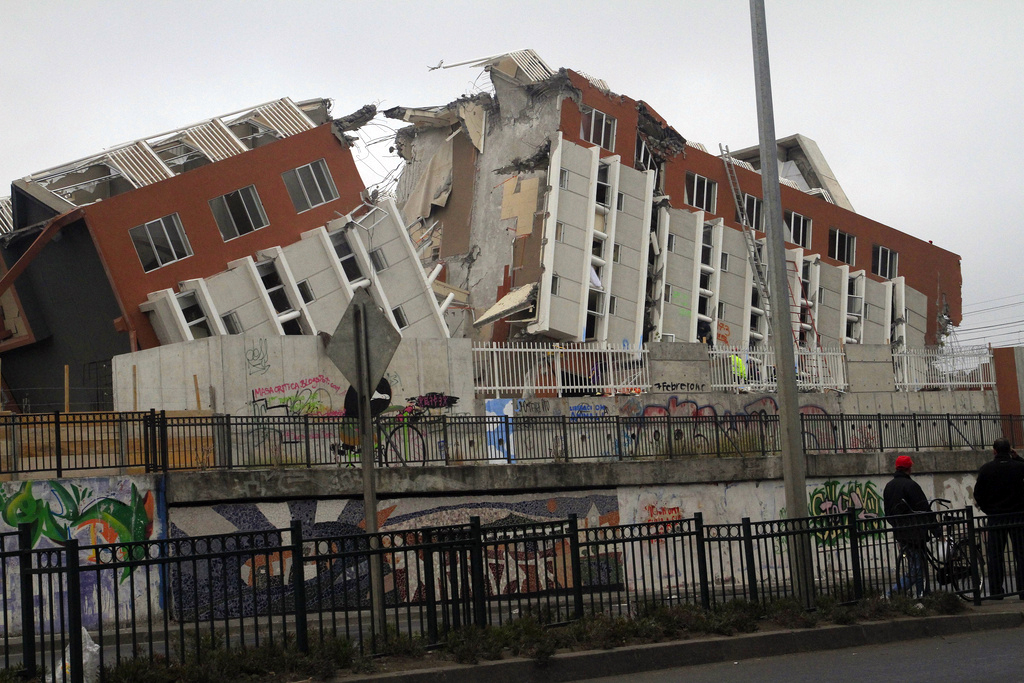
Ett höghus som vält på sidan i Concepción

### Región del Bío-Bío
I regionens största stad Concepción rasade flera hus, däribland ett 14-våningshus. Hamnen i Talcahuano nära Concepción översvämmades av tsunamin, som orsakade omfattande skador på hamnens infrastruktur; flera båtar kastades upp på land och in i staden.